# Snooky Young
Eugene Edward "Snooky" Young (3 de febrero de 1919-11 de mayo de 2011) fue un trompetista de jazz estadounidense.

## Biografía
Tras tocar en la banda de Jimmie Lunceford de 1939 a 1942, Young estuvo con Count Basie, Gerald Wilson y Lionel Hampton. Fue miembro fundador de la Thad Jones/Mel Lewis Big Band.
De 1967 a 1992, fue trompetista de la banda de estudio de Tonight Show para la NBC, y durante ese periodo tocó en la banda dirigida por el trompetista Doc Severinsen y como músico de sesión.
Young fue uno de los músicos de jazz que acompañó a The Band en la gira que resultaría en el disco en directo Rock of Ages, grabado en diciembre de 1971, y su colaboración posterior, junto con otros músicos de jazz, en el primer álbum de Steely Dan, Can't Buy a Thrill (1972), ayudó a consolidar el renombre de la banda entre los músicos de sesión, sobre todo de jazz, de la época.[cita requerida]
Young grabó en dos ocasiones con B.B. King: para el Bobby Bland and B.B. King Together Again...Live (1976) y One Kind Favor (2008).
No sería hasta 1971 que grabaría su primer álbum como líder, Boys from Dayton, que contaría con la colaboración de Richard Tee y Cornell Dupree, entre otros.
Su álbum con el clarinetista y saxofonista alto Marshall Royal (1912-1995), Snooky and Marshall's Album (1978), contó con la colaboración del pianista Ross Tompkins, el guitarrista Freddie Green, Ray Brown en el bajo y Louie Bellson en la batería. Tompkins y Brown colaborarían con él también para su siguiente álbum, Horn of Plenty.
En 2009, recibió un NEA Jazz Masters Award.

## Discografía

### Como líder
- 1971: Boys from Dayton
- 1978: Snooky and Marshall's Album (con Marshall Royal)
- 1979: Horn of Plenty[7]

### Colaboraciones
- 1964: The Cat - Jimmy Smith
- 1964: Great Scott!! - Shirley Scott
- 1965: Wrapped Tight - Coleman Hawkins
- 1966: Oliver Nelson Plays Michelle -  Oliver Nelson
- 1966: Happenings - Hank Jones and Oliver Nelson
- 1966: Spanish Rice - Clark Terry y Chico O'Farrill
- 1966: The Spirit of '67 - Pee Wee Russell y Oliver Nelson
- 1972: Rock of Ages - The Band
- 1972: Can't Buy a Thrill - Steely Dan
- 1976: Bobby Bland and B.B. King Together Again...Live - B.B. King y Bobby Bland
- 2008: One Kind Favor - B. B. King